# Марко Бурзановић
Марко Бурзановић (Подгорица, 13. јануар 1998) црногорски је фудбалер. Игра на позицији офанзивног везног играча.

## Клупска каријера
Прошао је цијелу омладинску школу подгоричке Будућности, а касније је постао стандардан првотимац овог клуба. Прикључен је првом тиму Будућности на зимским припремама у Умагу 2014. године. Дебитовао је за Будућност 24. маја 2014. године у побједи над Младости 3:1 гдје је постигао два гола. У јуну 2016. је прешао у подгоричку Младост. У јануару 2018. напушта Младост и прелази у Рудар из Пљеваља.
У јулу 2018. је потписао трогодишњи угвоор са Интером из Запрешића. У хрватском клубу није успео да се избори за статус првотимца, па је након једне сезоне уговор раскинут. У јулу 2019. је прешао у Пјуник из Јеревана. За јерменски клуб је дебитовао на утакмици против Вулверхемптона у квалификацијама за Лигу Европе. Ипак у Пјунику је ретко добијао шансу, па је након једне полусезоне напустио клуб. У фебруару 2020. се вратио у црногорски фудбал и потписао за Грбаљ. Грбаљ је на крају сезоне 2019/20. испао из црногорске Прве лиге, па је Бурзановић напустио клуб. У августу 2020. је потписао за Зету. Две сезоне је провео у Зети након чега се вратио у Рудар из Пљеваља.

## Приватни живот
Његова рођена браћа Горан и Игор су такође фудбалери.